# His Golden Guitar and the Manhattan Strings
Golden Guitar and the Manhattan Strings è un album discografico di Al Caiola, pubblicato dalla casa discografica United Artists Records nell'ottobre del 1962.

## Tracce
Lato A
1. Theme from "Wonderful World of Brothers Grimm" – 2:03 (Bob Merrill)
2. Ramblin' Rose – 2:08 (Noel Sherman, Joe Sherman)
3. Swingin' Safari – 2:39 (Bert Kaempfert)
4. I Can't Stop Lovin' You – 2:44 (Don Gibson)
5. Taste of Honey – 2:38 (Bobby Scott, Ric Marlow)
6. Theme from "Dr. Kildare" – 2:21 (Jarrald Goldsmith, Pete Rugolo)

Lato B
1. On the Merry Go Round – 2:25 (Al Caiola, Sunny Skylar)
2. Roses Are Red – 2:55 (Al Byron, Paul Evans)
3. Baby Elephant Walk – 2:09 (Henry Mancini)
4. Theme from "A Summer Place" – 2:09 (Mark Discant, Max Steiner)
5. Your Cheatin' Heart – 2:00 (Hank Williams)
6. You Don't Know Me – 2:31 (Cindy Walker, Eddy Arnold)

## Musicisti
- Al Caiola - chitarra, arrangiamenti, produttore
- Altri musicisti non accreditati

Note aggiuntive
- Norman Weiser - note retrocopertina album[3]